# Dietrich Reinicke
Dietrich Reinicke (* 10. Februar 1912 in Dortmund; † 17. August 2004 ebenda) war ein deutscher Jurist und Ministerialbeamter. Von 1957 bis 1963 war er Bundesrichter am Bundesgerichtshof.

## Leben
Reinicke studierte ab 1930 in verschiedenen Städten und promovierte 1934 an der  Westfälischen Wilhelms-Universität zum Dr. iur. Ab 1937 war er am Landgericht Dortmund und am Oberlandesgericht Hamm beschäftigt.
Nach der Gründung der Bundesrepublik Deutschland war Reinicke im Bundesministerium der Justiz tätig. Dort war er mit dem Gleichberechtigungsgesetz (1958) befasst, das die grundgesetzlich festgeschriebene Gleichberechtigung von Männern und Frauen praktisch durchsetzen sollte.
Von 1957 bis 1963 war Reinicke Bundesrichter am Bundesgerichtshof. Sein primäres Tätigkeitsfeld in dieser Zeit war Wertpapierrecht und  Handelsrecht.
Als  Ordinarius für Bürgerliches Recht, Ziviles Handelsrecht und Zivilprozessrecht lehrte Reinicke von 1963 bis 1980 an der Westfälischen Wilhelms-Universität. Unter den Studenten hatte er den Spitznamen „Reinicke Fuchs“. Er starb mit 92 Jahren in einem Dortmunder Altenwohnstift.
| Personendaten    | Personendaten                                  |
| ---------------- | ---------------------------------------------- |
| NAME             | Reinicke, Dietrich                             |
| KURZBESCHREIBUNG | deutscher Ministerialbeamter und Bundesrichter |
| GEBURTSDATUM     | 10. Februar 1912                               |
| GEBURTSORT       | Dortmund                                       |
| STERBEDATUM      | 17. August 2004                                |
| STERBEORT        | Dortmund                                       |